# マペットキャラクター

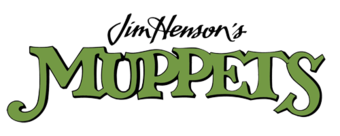
ジム・ヘンソンのマペッツのロゴ。このフランチャイズは、1955年から2004年までジム・ヘンソン・カンパニーが所有していた。

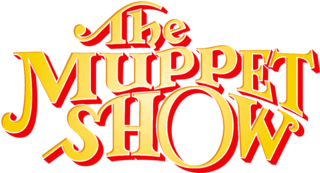
マペット・ショーのロゴ (1976年 – 1981年)

マペットキャラクター(muppet character)はジム・ヘンソンによって作られた人形マペット(muppet)（パペット(puppet)+マリオネット(marionnette)の造語）のマスコットキャラクターのことである。
このページでは、ジム・ヘンソン・プロダクションによる、マペット作品のキャラクターや、彼らについての豆知識、登場する単語を、一般的に呼ばれるマペットキャラクターと題し、執筆する。
また、これらのマペットキャラクターは、2004年にウォルト・ディズニー・カンパニーがジム・ヘンソン・カンパニーを買収し、現在はディズニー・パークス・エクスペリエンス・プロダクツ傘下のザ・マペッツ・スタジオが所有している。

## 主人公

### カーミット
- パペティア - ジム・ヘンソン（1955年 - 1990年）、スティーヴ・ホイットマイア（1990年 - 2016年）、マット・ヴォーゲル（2017年 - 現在）

ストレートな主役を持つカエル、マペッツのリーダー。ジム・ヘンソンに作られ、1955年にサム・アンド・フレンズで紹介され、セサミストリートに定期出演を果たす。マペット・ショーでは司会者を務めたこともあり、劇場の管理もしている。それ以来、マペッツ・ブランドの番組に多く関わっている。
ジム・ヘンソンは、1955年のデビューから1990年に亡くなるまでカーミットのパペティアだった。1990年にはスティーヴ・ホイットマイアが引き継ぎ、2016年まで演じた。2017年以降、マット・ヴォーゲルがカーミットを演じている。

### ミス・ピギー
- パペティア - フランク・オズ（1976年 - 2002年）、エリック・ジェイコブソン（2001年 - 現在）

歌姫のような歌声を持つ大スターの豚、2015年まではカーミットと恋の関係があった。

### フォジー
- パペティア - フランク・オズ (1976年 - 2000年)、エリック・ジェイコブソン（2002年 - 現在）

1976年の作品『マペット・ショー』で初めて登場した熊のフォジー。オズは2000年に引退するまで演じており、以降はエリック・ジェイコブソンが演じている。フォジーの作者は、マイケル・K・フリス。

### ゴンゾ
- パペティア - デーヴ・ゲルツ

スタントパフォーマーが大好きなゴンゾ、鳥に見えるが種類は不明。デビュー以来、ゲルツが演じている。

### ロルフ
- パペティア - ジム・ヘンソン(1962年 - 1990年)、ビル・バレッタ(1996年 - 現在)

Purina Dog ChowのテレビCMで初めて登場した犬、彼を作ったのはジム・ヘンソン。彼はマペット・ショーでピアニストとして参加。

### スクーター
- パペティア - リチャード・ハント(1976年 - 1991年)、アダム・ハント(1999年※音声のみ)、マット・ヴォーゲル(2000年)、ジュリアン・ブエスチャー(2001年)、ブライアン・ヘンソン(2002年 - 2003年)、リッキー・ボイド(2005年)、デヴィッド・ラッドマン(2008年 - 現在)

マペット・ショー シーズン1でデビュー、マペットシアターでは舞台監督と従業員をしている。スクーターを作ったのは、マイケル・K・フリス。

### アニマル
- パペティア - フランク・オズ (1975年 - 2000年)、エリック・ジェイコブソン (2002年 - 現在)

ティース、メイヘムと組んでいるバンドのドラマー。デビュー作品は『The Muppet Show: Sex and Violence』。

### ペペ
- パペティア - ビル・バレッタ

ペペ・ザ・キング・プレーンは、ラテン系のエビ、マペット放送局で象のシーモアと共演したことがある。初めての映画出演は『ゴンゾ宇宙に帰る』だった。

### リゾ
- パペティア - スティーヴ・ホイットマイア (1980年 - 2016年)

ズルいことをするネズミだが、優しいところもある。

### ウォルター
- パペティア - ピーター・リンツ

ザ・マペッツで初めて登場した男の子、マペットのファン。

## 脇役

### ドクター・ティースとエレクトリック・メイヘム
これはロック系のバンドの名前。リーダーのドクター・ティースはキーボード奏者、フロイドペッパーはベース、ジャニスはリード・ギター、ズートはサックス奏者。アニマルはドラマー。

### ブンゼン・ハニーデュー
- パペティア - デーヴ・ゲルツ

優秀な科学者だが、ぼんやりしていて失敗もある。ブンゼンは『マペット・ショー シーズン1』にデビュー、シーズン2からは助手のビーカーが加わった。

### ビーカー
- パペティア - リチャード・ハント (1977年 - 1991年)、スティーヴ・ホイットマイア (1992年 - 2016年)、デヴィッド・ラッドマン (2017年 - 現在)

ブンゼンの助手、ブンゼンの発明品で実験に使われることがある。ビーカーは『マペット・ショー シーズン2』にデビュー。

### サム・イーグル
- パペティア - フランク・オズ (1975年 - 2000年)、ケビン・クラッシュ (2002年 - 2003年)、エリック・ジェイコブソン (2005年 - )

『マペット・ショー』のパイロット版「The Muppet Show: Sex and Violence」にデビューした鷲、レギュラーでも登場している。

### スタトラー&ウォルドーフ
- スタトラーのパペティア - リチャード・ハント (1976年 - 1991年)、ジェリー・ネルソン (1975年、1992年 - 2003年)、スティーヴ・ホイットマイア (2002年 - 2016年)、ピーター・リンツ (2017年 - 現在)
- ウォルドーフのパペティア - ジム・ヘンソン（1975年 - 1990年)、デーヴ・ゲルツ(1992年 - 現在)

丸い顔をしたのがスタトラー、細い顔をしたのがウォルドーフ。マペット・ショーのバルコニーからジョークを交わしているおじいさんたち。

### シェフ
- パペティア - ジム・ヘンソン (1975年 - 1990年)、デヴィッド・ラッドマン (1992年)、ビル・バレッタ（1996年 - 現在）

スウェーデン語で会話する男性シェフ。

### カミラ・ザ・チキン
- パペティア - ジェリー・ネルソン (1978年 - 2003年)、アリス・ディニーン (2005年)、マット・ヴォーゲル (2008年 - 現在)

カミラ・ザ・チキンは、メスの鶏。マペット・ショーの頃からゴンゾとの恋愛関係がある。

### ボーボー・ザ・ベア
- パペティア - ビル・バレッタ

とても大きなヒグマ、マペット放送局では警備員として登場。

### デッドリー
- パペティア - ジェリー・ネルソン (1976年 - 1996年)、マット・ヴォーゲル (2011年 - 現在)

デッドリーおじさんは、青いドラゴンみたいなモンスター。ザ・マペッツでは、テックス・リッチマン（パペティア - クリス・クーパー）の子分。